# Bernhard Fechtig
Bernhard Fechtig (* 6. Januar 1993 in Dornbirn) ist ein österreichischer Eishockeyspieler, der seit März 2023 beim EK Zell am See in der Alps Hockey League unter Vertrag steht.

## Karriere
Fechtig spielte erstmals in der Saison 2009/10 im österreichischen Seniorenbereich, wo er in der viertklassigen Landesliga für die SPG Dornbirn/Lustenau in 23 Partien auflief. Aber der Saison 2010/11 stand er im Kader des Nationalligisten EC Dornbirn, kam auf Leihbasis aber auch in der zweiten Mannschaft des HC Innsbruck in der Oberliga sowie in deren U20-Auswahl zu Einsätzen.
In der Saison 2011/12 bestritt er ebenfalls auf Leihbasis seine ersten Spiele in der Erste Bank Eishockey Liga für den österreichischen Rekordmeister EC KAC. Für die Saison 2012/13 wurde er vom amtierenden österreichischen Meister EHC Linz verpflichtet. Nachdem er in der Saison 2016/17 bereits an den EK Zell am See in der Alps Hockey League ausgeliehen war, wurde er im Januar 2018 an die EC Graz 99ers ausgeliehen.
Zur Saison 2018/19 wechselte Fechtig zum EC Bregenzerwald in die Alps Hockey League. Nach einer Saison zog es ihn zum Schweizer Zweitligisten HC Thurgau in die Swiss League. Nach drei Saisonen mit den Schweizern kehrte Fechtig zum EC Bregenzerwald zurück.
In der Saison 2023/24 kehrte er zum EK Zell am See zurück, bei dem er seither aktiv ist. 2025 gewann er mit den Eisbären die Alps Hockey League.

### International
Fechtig spielte für die Juniorenauswahlen Österreichs bei der U18-Junioren-Weltmeisterschaft der Division I 2010, der U20-Junioren-Weltmeisterschaft der Division I 2011, der U18-Junioren-Weltmeisterschaft der Division II 2011 und der U20-Junioren-Weltmeisterschaft der Division IA 2012. Mit der U18-Auswahl schaffte er 2011 den Aufstieg zurück in die Division I, nachdem das Team erst im Vorjahr abgestiegen war. 2014 gab er sein Debüt für die A-Nationalmannschaft und war Teil der Mannschaft bei der Eishockey-Weltmeisterschaft der Division I 2016.

## Erfolge und Auszeichnungen
- 2011 Aufstieg in die Division I bei der U18-Junioren-Weltmeisterschaft der Division II
- 2025 Alps-Hockey-League-Sieger mit dem EK Zell am See

## Karrierestatistik
(Legende zur Spielerstatistik: Sp oder GP = absolvierte Spiele; T oder G = erzielte Tore; V oder A = erzielte Assists; Pkt oder Pts = erzielte Scorerpunkte; SM oder PIM = erhaltene Strafminuten; +/− = Plus/Minus-Bilanz; PP = erzielte Überzahltore; SH = erzielte Unterzahltore; GW = erzielte Siegtore; 1 Play-downs/Relegation; Kursiv: Statistik nicht vollständig)